# 300 noches
«300 noches» es una canción de los cantantes mexicanos Belinda y Natanael Cano, fue lanzada por Warner Music México como el segundo sencillo del quinto álbum de estudio de la cantante, Indómita (2025).

## Antecedentes
El 12 de abril de 2024, Belinda anunció su colaboración con Natanael Cano y compartió fotografías con un nuevo estilo, el cual ocupó para grabar el videoclip de «300 noches». Cano comentó en una entrevista que le encantó poder colaborar con la cantante, además se considera fan de ella y que le daba gusto ver que a las artistas femeninas alzando la bandera de los corridos tumbados. Añadió: «Belinda ahí le puso su toque coquette y fue mágico».

### Letra
La letra de «300 noches» refleja la historia de una persona que se lamenta por no olvidar a quien fue su pareja, pese a que ésta le hizo daño, no puede superarla. La música contiene, de acuerdo con Rolling Stone, «rasgueos de la guitarra de requinto, así como elementos clásicos de los corridos con un piano más pop».

## Video musical
El video musical fue lanzado el mismo día que la canción. Fue dirigido por Flakka. En él, a los dos se les puede ver muy afectuosos en diversas escenas, pues representan a los enamorados de su trama. A nivel visual, el video está marcado por una paleta de colores en donde predomina el rojo, presentando una narrativa minimalista y cinematográfica. La presencia de imágenes relacionadas con el signo zodiacal tauro, así como la presencia de la "Beliseñal" en el video, especulan que la canción va dirigida al futbolista Giovani Dos Santos, con quien Belinda estuvo relacionada tiempo atrás.

## Formatos
| Descarga digital |              |          |  |
| N.º              | Título       | Duración |  |
| 1.               | «300 noches» | 3:24     |  |

## Posicionamiento en listas
| Lista (2024)                                 | Mejor posición |
| -------------------------------------------- | -------------- |
| Estados Unidos Latin Pop Airplay (Billboard) | 13             |
| Estados Unidos Hot Latin Songs (Billboard)   | 41             |
| Global 200 (Billboard)                       | 182            |
| Global 200 Excl. US (Billboard)              | 114            |
| México (Monitor Latino)                      | 1              |
| México (Monitor Latino - Pop)                | 1              |
| Ecuador (Monitor Latino - Popular)           | 1              |
| Bolivia (Monitor Latino - Popular)           | 11             |
| Chile (Monitor Latino - Popular)             | 5              |
| Costa Rica (Monitor Latino - Popular)        | 7              |
| Chile (Monitor Latino - Popular)             | 5              |
| Perú (Monitor Latino - Popular)              | 6              |
| Internacional (Monitor Latino - Popular)     | 4              |
| MéxicoMexico Songs (Billboard)               | 4              |
| México (Los 40)                              | 2              |
| Lista anual (2024)                           | Posición       |
| México (Monitor Latino)                      | 5              |
| México Pop (Monitor Latino)                  | 7              |
| México Popular (Monitor Latino)              | 75             |
| Chile Popular (Monitor Latino)               | 96             |
| Ecuador Popular (Monitor Latino)             | 29             |
| Internacional (Monitor Latino)               | 97             |
| Internacional Popular (Monitor Latino)       | 26             |

## Certificaciones
| País                                                                 | Organismo certificador | Certificación | Ventas   |
| -------------------------------------------------------------------- | ---------------------- | ------------- | -------- |
| México                                                               | AMPROFON               | 3× Platino    | 420 000‡ |
| ‡ Cifras de ventas+streaming basadas únicamente en la certificación. |                        |               |          |

## Premios y nominaciones
| Premiación                   | Año  | Categoría         | Resultado | Ref.   |
| ---------------------------- | ---- | ----------------- | --------- | ------ |
| BreakTudo Awards             | 2024 | Hit Latino do Ano | Ganador   | [ 27 ] |
| Premios MTV Miaw             | 2024 | Junte del Año     | Nominado  | [ 28 ] |
| Hollywood Music Video Awards | 2025 | Best Latin        | Nominado  | [ 29 ] |